# 해안역
해안(퀸벨호텔)역(Haean station, 解顔驛)은 대한민국 대구광역시 동구 방촌동에 있는 대구 도시철도 1호선의 지하철역이다.

## 특징
동촌초등학교/동촌중학교 교차로에 역이 있으며, 동촌 구길(해동로)과 동촌 신길(동촌로)의 분기점이다. 이 역의 1번 출구는 동촌 신길(복개도로)과 홈플러스 동촌점 방면으로 갈 수 있도록 연계되어 있으며, 해안역 앞 삼거리에 618번이 들어가는 동촌 구길이 보인다. 대구 도시철도 1호선 동촌역은 옛 대구선 동촌역이 소재하는 동촌 신길이 아닌, 동촌 구길(해동로)에 연결되어 있다. 출구는 4개가 설치되어 있다. 출구로 나가면 동촌초등학교, 동촌중학교, 홈플러스 동촌점, 열경요양병원, 강남병원, 방촌동 영남네오빌 1차아파트 등으로 연계된다. 이 역은 역 주변에 역세권이 많이 개발되지 않아 이용객이 적은 편이었으나, 현재는 점진적으로 이용객이 증가하고 있는 추세이다.

## 역명의 유래
본래 '해안(解顔)'이란 지명은 신라 말기, 후백제의 견훤과 맞붙었던 공산 전투에서 패전해, 신숭겸 등의 부하들을 잃고 도망쳤던 고려의 왕건이 어느 정도 피신을 한 뒤 창백해졌던 얼굴(顔)이 본래 모습으로 풀어졌다(解)는 것에서 유래하였다. 해안은 1958년까지 경상북도 달성군 해안면이었다가 대구광역시 동구 해안동으로 편입된 지역이다. (둔산동·부동 일대)

## 역사
- 1998년 5월 2일 : 대구 도시철도 1호선 개통과 함께 영업 개시
- 2017년 4월 20일 : 스크린도어 설치

## 역 구조
2면 2선의 곡선 상대식 승강장이 있는 지하 역이며, 승강장 벽면 색상은 하얀색이다. 스크린도어가 설치되어 있다.
이 역은 약간의 곡선 구간이 있어 승강장과 열차 사이의 단차가 있다.

### 승강장
| 동촌 ↑ |
| \| 상  |
| ↓ 방촌 |

| 상행 | ● 대구 도시철도 1호선 | 반월당·중앙로·설화명곡 방면 |
| 하행 | ● 대구 도시철도 1호선 | 신기·반야월·안심·하양 방면  |

- 승강장 번호는 없다.
- 대합실을 통해, 반대편 승강장으로 이동이 가능하다.

## 역 주변
| 나가는 곳 | 방면                                                                                              |
| --------- | ------------------------------------------------------------------------------------------------- |
| 1         | 홈플러스 동촌점 열경한방병원 대구국제공항 방촌천복개주차장                                        |
| 2         | 동촌초등학교 금사리하이빌                                                                         |
| 3         | 동촌중학교 대구광역시농업기술센터 영남네오빌 새마을금고 방촌역지점 퀸벨호텔 방촌시장 방촌초등학교 |
| 4         | 방촌치안센터 진명학원 상록수아파트 해안동행정복지센터 강남병원 유선아덴힐즈                       |

## 승차량 변동
동촌역과 함께 K2 공군기지와 가까운 곳에 소재한 역이다 보니 주변 역세권이 많이 발달하지 못했으며 이용객 수도 적은 편이다.
| 노선  | 승차 인원 | 승차 인원 | 승차 인원 | 승차 인원 | 승차 인원 | 승차 인원 | 승차 인원 | 승차 인원 | 승차 인원 | 승차 인원 | 주석  |
| 노선  | 1997년    | 1998년    | 1999년    | 2000년    | 2001년    | 2002년    | 2003년    | 2004년    | 2005년    | 2006년    | 주석  |
| ----- | --------- | --------- | --------- | --------- | --------- | --------- | --------- | --------- | --------- | --------- | ----- |
| 1호선 | 미개통    | 1,710     | 2,530     | 미공개    | 2,630     | 2,757     | 1,597     | 2,774     | 2,838     | 3,151     | [ 2 ] |
| 노선  | 2007년    | 2008년    | 2009년    | 2010년    | 2011년    | 2012년    | 2013년    | 2014년    | 2015년    | 2016년    |       |
| 1호선 | 3,052     | 3,079     | 2,936     | 2,915     | 2,895     | 2,906     | 3,021     | 3,109     | 3,069     | 3,032     | [ 2 ] |
| 노선  | 2017년    | 2018년    | 2019년    | 2020년    | 2021년    |           |           |           |           |           |       |
| 1호선 |           |           |           |           |           |           |           |           |           |           |       |

## 인접한 역
| 대구 도시철도 1호선    | 대구 도시철도 1호선   | 대구 도시철도 1호선 |
| ---------------------- | --------------------- | ------------------- |
| 138 동촌 설화명곡 방면 | ● 대구 도시철도 1호선 | 140 방촌 하양 방면  |